# Les Apprentis voyous
Pour plus de détails, voir Fiche technique et Distribution.
Les Apprentis voyous (The Big Slice), est une comédie américano-canadien réalisé par John Bradshaw, sorti en 1991.

## Distribution
- Casey Siemaszko : Mike Sawyer
- Leslie Hope : Jenny Colter
- Louis Ferreira : Andy McCafferty
- Kenneth Welsh : Lieutenant Bernard
- Heather Locklear : Rita
- Henry Ramer : Max Bernstein
- Brian Kaulback
- Ellen Dubin